# 博德曼鎮區 (克萊頓縣)
博德曼鎮區（Boardman Township），美国艾奥瓦州克莱顿县的一个鎮區，总面积94.41平方公里，总人 口1,832（2000美国人口普查）。